# Jordan E. Cravens

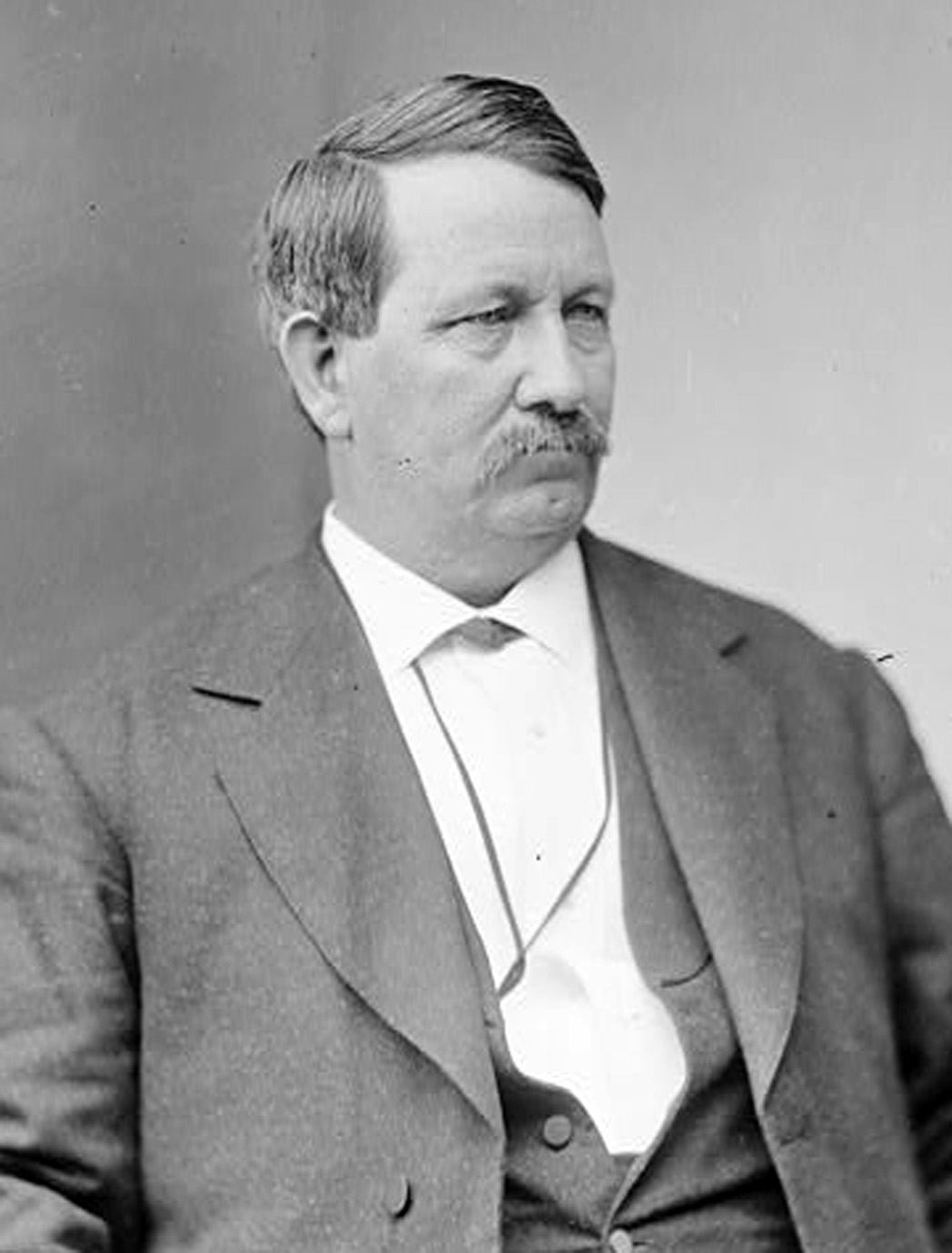
Jordan E. Cravens

Jordan Edgar Cravens (* 7. November 1830 in Fredericktown, Madison County, Missouri; † 8. April 1914 in Fort Smith, Arkansas) war ein US-amerikanischer Politiker. Zwischen 1877 und 1883 vertrat er den dritten Wahlbezirk des Bundesstaates Arkansas im US-Repräsentantenhaus.

## Werdegang
Bereits im Jahr 1831 kam der junge Jordan Cravens mit seinem Vater in das damalige Arkansas-Territorium. Dort besuchte er die öffentlichen Schulen und die Cane Hill Academy. Nach einem Jurastudium und seiner 1854 erfolgten Zulassung als Rechtsanwalt begann er in Clarksville (Arkansas) in seinem neuen Beruf zu arbeiten. Im Jahr 1860 wurde er Abgeordneter im Repräsentantenhaus von Arkansas. Während des Bürgerkrieges stieg Cravens in der Armee der Konföderierten Staaten bis zum Colonel auf.
Nach dem Krieg war Cravens von 1865 bis 1866 Staatsanwalt im Johnson County. Zwischen 1866 und 1868 gehörte er dem Senat von Arkansas an. Politisch war er damals Mitglied der unabhängigen Demokraten, einer Splitterpartei der Demokratischen Partei. Als deren Kandidat wurde er im Jahr 1876 im dritten Distrikt von Arkansas in das US-Repräsentantenhaus in Washington, D.C. gewählt. Dort trat er am 4. März 1877 die Nachfolge von William W. Wilshire an. Bei den folgenden Wahlen wurde er als Kandidat der Demokratischen Partei jeweils bestätigt. Damit konnte er bis zum 3. März 1883 drei Legislaturperioden im Kongress absolvieren.
Für die Wahlen des Jahres 1882 wurde Cravens von seiner Partei nicht mehr nominiert. Nach dem Ende seiner Zeit im Kongress arbeitete er wieder als Rechtsanwalt. Zwischen 1890 und 1894 war Cravens Bezirksrichter. Er starb im April 1914 in Fort Smith. Jordan Cravens war der Cousin von William B. Cravens, der von 1907 bis 1940 mit Unterbrechungen den Staat Arkansas im Kongress vertrat.